# Maria Teresa de Vallabriga y de Rozas
María Teresa de Vallabriga y Rozas (Saragosse, 1759-1820) est une noble aragonaise. Elle se maria à l’infant d’Espagne, le fils de Philippe V et devint la comtesse de Chinchón.

## Biographie
Fille de Louis de Vallabriga, majordome de Charles III et de María Josefa de Rozas y Melfort, comtesse de Castelblanco Elle vécut à Madrid à partir de 1773, chez sa tante, la marquise de San Leonardo.
En 1776 elle se maria avec Louis Antoine de Bourbon, infant d'Espagne et petit-fils de France, frère de Charles III et ancien archevêque de Tolède. Le roi, sachant que par ce mariage, son frère (né sur le sol espagnol alors que les fils de Charles III étaient nés à Naples) pourrait avoir une descendance mâle, décréta que les infants d'Espagne devraient désormais choisir leurs épouses au sein de maisons souveraines, sans quoi leurs enfants seraient exclus de la succession au trône. Par ces dispositions d'inspiration allemande, étrangères aux lois successorales tant espagnoles que françaises, Charles III se prémunissait de toute revendication future des éventuels fils de Louis-Antoine et Marie-Thérèse. Le couple se retira de la cour pour Arenas de San Pedro. À la mort de Louis-Antoine en 1785, Marie-Thérèse revint vivre, grâce à Charles IV, avec ses fils qui étudiaient à Tolède. En 1792 elle revint vivre à Saragosse jusqu’en 1802, où elle retourna à la cour lors du mariage de sa fille María Teresa avec Manuel Godoy. Durant l'occupation napoléonienne elle vécut à Majorque, avant de rentrer en 1814 à Saragosse, où elle mourut en 1820.

## Descendance
María Teresa et Louis eurent trois enfants :
- Luis María de Bourbon y Vallabriga (1777-1823), cardinal et archevêque de Tolède.
- María Teresa de Bourbon y Vallabriga (1779-1828), mariée à Manuel de Godoy y Álvarez de Faria Ríos, prince de la Paix, prince de Bassano, duc d'Alcudia et de Sueca.
- María Luisa de Bourbon y Vallabriga (1780-1846), mariée à Joaquín José de Melgarejo y Saurín, duc de San Fernando de Quiroga.